# 花嫁さんは世界一
『花嫁さんは世界一』（はなよめさんはせかいいち）は、1959年11月22日に日本で公開された映画。

## スタッフ
- 監督・脚本：新藤兼人
- 製作：山崎喜暉
- 撮影：遠藤精一
- 音楽：広瀬健次郎

## キャスト
- 藤川太郎：フランキー堺
- 石川君子：雪村いづみ
- アシヤミドリ：乙羽信子
- 太郎の母・ヒデヨ：竹久千恵子
- 太郎の妹・ヨシコ：田中敬子
- 太郎の妹・スミエ：岩崎千恵
- 君子の父・裕司：千田是也
- 山部ミエコ：奥村恵津子
- ミエコの父・卓造：東野英治郎
- ミエコの母・咲枝：万代峰子
- ミエコの妹・マユミ：渋沢詩子
- ミエコの姉・民子：辻伊万里
- ミエコの姉・芳子：樓井良子
- 吉田八兵衛：谷晃
- 松川時蔵：伊藤享治
- 時蔵の妻・町江：飯田テル子
- 矢島与市：松本染升
- 与市の妻・峰子：曽我米子
- 谷口初江：水野久美
- 初江の父・徳兵衛：曽我廼家明蝶
- 初江の母・とよ：坪内美詠子
- 初江の弟・義夫：山崎雅美
- 袖ヶ谷美空：高橋とよ
- 久住種夫：藤木悠
- 宮森支社長：小沢栄太郎
- 記者の米国青年：ウィリアム・ロス
- 太った紳士：上田吉二郎
- 若い二号：横山道代
- 監督助手・坂口：藤山寛美
- 作男・岩吉：田辺元
- 浜子：浜田寅彦、天津敏
- 運転手：中村是好